# Lijst van snelste ijsbanen ter wereld
Dit is de lijst van ijsbanen waar het snelst geschaatst wordt. De lijst bevat alleen 400-meter banen die gebruikt worden in het langebaanschaatsen.
De bovenste tabel is gerangschikt op het puntentotaal van de mannen en vrouwen bij elkaar opgeteld. Op deze pagina staan de 25 snelste ijsbanen. De puntentotalen zijn gebaseerd op de baanrecords en worden op dezelfde wijze berekend als voor een schaatsklassement. Voor de vrouwen betreft dit het puntentotaal over de 500, 1000, 1500, 3000 en 5000 meter, voor de mannen het puntentotaal over de 500, 1000, 1500, 5000 en 10.000 meter.
In de tabellen onder de puntentabel staan per ijsbaan de baanrecords, voor zowel de vrouwen als de mannen, waarop de puntentotalen zijn gebaseerd.
| (Bijgewerkt op 16 maart 2025) |                |                                   |      |      |         |         |          |
| Nr.                           | Plaats         | Baannaam                          | H    | Type | Pnt. v  | Pnt. m  | Pnt. m+v |
| 1                             | Salt Lake City | Utah Olympic Oval                 | 1425 | Hal  | 187,347 | 173,534 | 360,881  |
| 2                             | Calgary        | Olympic Oval                      | 1034 | Hal  | 188,392 | 173,999 | 362,391  |
| 3                             | Heerenveen     | Thialf                            | 0000 | Hal  | 190,151 | 176,006 | 366,157  |
| 4                             | Inzell         | Max Aicher Arena                  | 0691 | Hal  | 190,821 | 176,236 | 367.057  |
| 5                             | Beijing        | National Speed Skating Oval       | 0049 | Hal  | 191,234 | 176,904 | 368,138  |
| 6                             | Milwaukee      | Pettit National Ice Center        | 0220 | Hal  | 192,502 | 176,736 | 369,238  |
| 7                             | Gangneung      | Gangneung Science Oval            | 0041 | Hal  | 192,610 | 177,681 | 370,291  |
| 8                             | Hamar          | Vikingskipet                      | 0125 | Hal  | 192,761 | 178,073 | 370,834  |
| 9                             | Nagano         | M-Wave                            | 0342 | Hal  | 193,118 | 178,696 | 371,814  |
| 10                            | Sotsji         | Adler Arena*                      | 0005 | Hal  | 193,336 | 178,983 | 372,319  |
| 11                            | Stavanger      | Sørmarka Arena                    | 0048 | Hal  | 193,533 | 178.977 | 372,510  |
| 12                            | Québec         | Centre de glaces Intact Assurance | 0103 | Hal  | 194,176 | 178,975 | 373,151  |
| 13                            | Kolomna        | Kometa                            | 0120 | Hal  | 194,070 | 179,089 | 373,159  |
| 14                            | Berlijn        | Sportforum Hohenschönhausen       | 0034 | Hal  | 193,833 | 179,983 | 373,816  |
| 15                            | Astana         | Sportpaleis Alau                  | 0348 | Hal  | 194,827 | 179,603 | 374,430  |
| 16                            | Erfurt         | Gunda Niemann-Stirnemann Halle    | 0200 | Hal  | 194,940 | 180,140 | 375,080  |
| 17                            | Obihiro        | Meiji Hokkaido-Tokachi Oval       | 0079 | Hal  | 195,123 | 180,088 | 375,211  |
| 18                            | Ürümqi         | Xinjiang Ice Sports Center        | 1710 | Hal  | 196,492 | 179,837 | 376,329  |
| 19                            | Moskou         | Krylatskoje                       | 0080 | Hal  | 195,597 | 180,776 | 376,373  |
| 20                            | Hachinohe      | Hachinohe Skating Arena           | 0013 | Hal  | 195,740 | 180,877 | 376.617  |
| 21                            | Richmond       | Richmond Olympic Oval*            | 0004 | Hal  | 196,335 | 180,686 | 377,021  |
| 22                            | Tomaszów       | Ice Arena Tomaszów Mazowiecki     | 0153 | Hal  | 196,589 | 180,749 | 377,338  |
| 23                            | Collalbo       | Arena Ritten                      | 1198 | Open | 196,572 | 180,868 | 377,440  |
| 24                            | Turijn         | Oval Lingotto*                    | 0205 | Hal  | 196,903 | 180,691 | 377,594  |
| 25                            | Tsjeljabinsk   | Oeralskaja Molnija                | 0222 | Hal  | 196,754 | 181,363 | 378,117  |

* = Niet meer als ijsbaan in gebruik.

## Salt Lake City - Utah Olympic Oval
| Afstand      | Schaatser          | Land         | Tijd     | Datum      |
| ------------ | ------------------ | ------------ | -------- | ---------- |
| 500 m        | Pavel Koelizjnikov | RUS          | 33,61    | 09-03-2019 |
| 1000 m       | Jordan Stolz       | USA          | 1.05,37  | 26-01-2024 |
| 1500 m       | Kjeld Nuis         | NED          | 1.40,17  | 10-03-2019 |
| 5000 m       | Nils van der Poel  | SWE          | 6.01,56  | 03-12-2021 |
| 10.000 m     | Graeme Fish        | CAN          | 12.33,86 | 14-02-2020 |
| Puntentotaal | Puntentotaal       | Puntentotaal | 173.534  | 173.534    |

| Afstand      | Schaatsster       | Land         | Tijd    | Datum      |
| ------------ | ----------------- | ------------ | ------- | ---------- |
| 500 m        | Lee Sang-hwa      | KOR          | 36,36   | 16-11-2013 |
| 1000 m       | Brittany Bowe     | USA          | 1.11,61 | 09-03-2019 |
| 1500 m       | Miho Takagi       | JPN          | 1.49,83 | 10-03-2019 |
| 3000 m       | Martina Sáblíková | CZE          | 3.52,02 | 09-03-2019 |
| 5000 m       | Natalja Voronina  | RUS          | 6.39,02 | 15-02-2020 |
| Puntentotaal | Puntentotaal      | Puntentotaal | 187.347 | 187.347    |

Gezamenlijk puntentotaal: 360.881

## Calgary - Olympic Oval
| Afstand      | Schaatser      | Land         | Tijd     | Datum      |
| ------------ | -------------- | ------------ | -------- | ---------- |
| 500 m        | Jordan Stolz   | USA          | 33,69    | 16-02-2024 |
| 1000 m       | Jordan Stolz   | USA          | 1.05,90  | 25-01-2025 |
| 1500 m       | Jordan Stolz   | USA          | 1.41,23  | 24-01-2025 |
| 5000 m       | Sven Kramer    | NED          | 6.03,32  | 17-11-2007 |
| 10.000 m     | Davide Ghiotto | ITA          | 12.25,69 | 25-01-2025 |
| Puntentotaal | Puntentotaal   | Puntentotaal | 173.999  | 173.999    |

| Afstand      | Schaatsster       | Land         | Tijd    | Datum      |
| ------------ | ----------------- | ------------ | ------- | ---------- |
| 500 m        | Nao Kodaira       | JPN          | 36,39   | 16-03-2019 |
| 1000 m       | Heather Bergsma   | USA          | 1.12,28 | 26-02-2017 |
| 1500 m       | Miho Takagi       | JPN          | 1.50,33 | 08-02-2020 |
| 3000 m       | Martina Sáblíková | CZE          | 3.53,31 | 02-03-2019 |
| 5000 m       | Martina Sáblíková | CZE          | 6.42,01 | 03-03-2019 |
| Puntentotaal | Puntentotaal      | Puntentotaal | 188.392 | 188.392    |

Gezamenlijk puntentotaal: 362.391

## Heerenveen - Thialf
| Afstand      | Schaatser         | Land         | Tijd     | Datum      |
| ------------ | ----------------- | ------------ | -------- | ---------- |
| 500 m        | Jenning de Boo    | NED          | 34,05    | 14-02-2025 |
| 1000 m       | Jenning de Boo    | NED          | 1.07,08  | 16-02-2025 |
| 1500 m       | Kjeld Nuis        | NED          | 1.43,00  | 08-03-2020 |
| 5000 m       | Patrick Roest     | NED          | 6.04,36  | 19-11-2022 |
| 10.000 m     | Nils van der Poel | SWE          | 12.32,95 | 14-02-2021 |
| Puntentotaal | Puntentotaal      | Puntentotaal | 176.006  | 176.006    |

| Afstand      | Schaatsster        | Land         | Tijd    | Datum      |
| ------------ | ------------------ | ------------ | ------- | ---------- |
| 500 m        | Femke Kok          | NED          | 36,97   | 15-02-2025 |
| 1000 m       | Jutta Leerdam      | NED          | 1.12,80 | 28-12-2022 |
| 1500 m       | Antoinette de Jong | NED          | 1.52,95 | 28-12-2022 |
| 3000 m       | Irene Schouten     | NED          | 3.54,04 | 20-11-2022 |
| 5000 m       | Irene Schouten     | NED          | 6.41,25 | 06-03-2023 |
| Puntentotaal | Puntentotaal       | Puntentotaal | 190.151 | 190.151    |

Gezamenlijk puntentotaal: 366.157

## Inzell - Max Aicher Arena
| Afstand      | Schaatser      | Land         | Tijd     | Datum      |
| ------------ | -------------- | ------------ | -------- | ---------- |
| 500 m        | Jordan Stolz   | USA          | 34,10    | 09-03-2024 |
| 1000 m       | Ning Zhongyan  | CHN          | 1.07,11  | 08-03-2024 |
| 1500 m       | Jordan Stolz   | USA          | 1.41,77  | 10-03-2024 |
| 5000 m       | Davide Ghiotto | ITA          | 6.06,28  | 09-03-2024 |
| 10.000 m     | Davide Ghiotto | ITA          | 12.40,61 | 10-03-2024 |
| Puntentotaal | Puntentotaal   | Puntentotaal | 176.236  | 176.236    |

| Afstand      | Schaatsster       | Land         | Tijd    | Datum                 |
| ------------ | ----------------- | ------------ | ------- | --------------------- |
| 500 m        | Femke Kok         | NED          | 37,07   | 07-03-2024 08-03-2024 |
| 1000 m       | Jutta Leerdam     | NED          | 1.12,86 | 08-03-2024            |
| 1500 m       | Joy Beune         | NED          | 1.52,65 | 10-03-2024            |
| 3000 m       | Joy Beune         | NED          | 3.55,72 | 09-03-2024            |
| 5000 m       | Martina Sáblíková | CZE          | 6.44,85 | 09-02-2019            |
| Puntentotaal | Puntentotaal      | Puntentotaal | 190.821 | 190.821               |

Gezamenlijk puntentotaal: 367.057

## Beijing - National Speed Skating Oval
| Afstand      | Schaatser         | Land         | Tijd     | Datum      |
| ------------ | ----------------- | ------------ | -------- | ---------- |
| 500 m        | Jordan Stolz      | USA          | 34,27    | 29-11-2024 |
| 1000 m       | Jordan Stolz      | USA          | 1.07,62  | 30-11-2024 |
| 1500 m       | Kjeld Nuis        | NED          | 1.43,21  | 08-02-2022 |
| 5000 m       | Nils van der Poel | SWE          | 6.08,84  | 06-02-2022 |
| 10.000 m     | Nils van der Poel | SWE          | 12.30,74 | 11-02-2022 |
| Puntentotaal | Puntentotaal      | Puntentotaal | 176.904  | 176.904    |

| Afstand      | Schaatsster    | Land         | Tijd    | Datum      |
| ------------ | -------------- | ------------ | ------- | ---------- |
| 500 m        | Erin Jackson   | USA          | 37,04   | 13-02-2022 |
| 1000 m       | Miho Takagi    | JPN          | 1.13,19 | 17-02-2022 |
| 1500 m       | Ireen Wüst     | NED          | 1.53,28 | 07-02-2022 |
| 3000 m       | Irene Schouten | NED          | 3.56,93 | 05-02-2022 |
| 5000 m       | Irene Schouten | NED          | 6.43,51 | 10-02-2022 |
| Puntentotaal | Puntentotaal   | Puntentotaal | 191.234 | 191.234    |

Gezamenlijk puntentotaal: 368.138

## Milwaukee - Pettit National Ice Center
| Afstand      | Schaatser     | Land         | Tijd     | Datum      |
| ------------ | ------------- | ------------ | -------- | ---------- |
| 500 m        | Jordan Stolz  | USA          | 33,91    | 01-02-2025 |
| 1000 m       | Jordan Stolz  | USA          | 1.06,16  | 31-01-2025 |
| 1500 m       | Jordan Stolz  | USA          | 1.41,46  | 01-02-2025 |
| 5000 m       | Sander Eitrem | NOR          | 6.04,74  | 31-01-2025 |
| 10.000 m     | Ethan Cepuran | USA          | 13.09,04 | 07-01-2023 |
| Puntentotaal | Puntentotaal  | Puntentotaal | 176.736  | 176.736    |

| Afstand      | Schaatsster            | Land         | Tijd    | Datum      |
| ------------ | ---------------------- | ------------ | ------- | ---------- |
| 500 m        | Femke Kok              | NED          | 37,02   | 02-02-2025 |
| 1000 m       | Miho Takagi            | JPN          | 1.13,56 | 31-01-2025 |
| 1500 m       | Joy Beune              | NED          | 1.52,11 | 01-02-2025 |
| 3000 m       | Francesca Lollobrigida | ITA          | 3.54,73 | 31-01-2025 |
| 5000 m       | Gunda Niemann          | GER          | 7.02,11 | 06-02-2000 |
| Puntentotaal | Puntentotaal           | Puntentotaal | 192.502 | 192.502    |

Gezamenlijk puntentotaal: 369.238

## Gangneung - Gangneung Science Oval
| Afstand      | Schaatser        | Land         | Tijd     | Datum      |
| ------------ | ---------------- | ------------ | -------- | ---------- |
| 500 m        | Håvard Lorentzen | NOR          | 34,41    | 19-02-2018 |
| 1000 m       | Kjeld Nuis       | NED          | 1.07,95  | 23-02-2018 |
| 1500 m       | Kjeld Nuis       | NED          | 1.44,01  | 13-02-2018 |
| 5000 m       | Sven Kramer      | NED          | 6.06,82  | 09-02-2017 |
| 10.000 m     | Sven Kramer      | NED          | 12.38,89 | 11-02-2017 |
| Puntentotaal | Puntentotaal     | Puntentotaal | 177.681  | 177.681    |

| Afstand      | Schaatsster     | Land         | Tijd    | Datum      |
| ------------ | --------------- | ------------ | ------- | ---------- |
| 500 m        | Nao Kodaira     | JPN          | 36,94   | 18-02-2018 |
| 1000 m       | Jorien ter Mors | NED          | 1.13,56 | 14-02-2018 |
| 1500 m       | Heather Bergsma | USA          | 1.54,08 | 12-02-2017 |
| 3000 m       | Ireen Wüst      | NED          | 3.59,05 | 09-02-2017 |
| 5000 m       | Esmee Visser    | NED          | 6.50,23 | 16-02-2018 |
| Puntentotaal | Puntentotaal    | Puntentotaal | 192.610 | 192.610    |

Gezamenlijk puntentotaal: 370.291

## Hamar - Vikingskipet
| Afstand      | Schaatser         | Land         | Tijd     | Datum      |
| ------------ | ----------------- | ------------ | -------- | ---------- |
| 500 m        | Jenning de Boo    | NED          | 34,24    | 14-03-2025 |
| 1000 m       | Joep Wennemars    | NED          | 1.08,05  | 15-03-2025 |
| 1500 m       | Shani Davis       | USA          | 1.44,27  | 21-11-2009 |
| 5000 m       | Sven Kramer       | NED          | 6.09,74  | 07-02-2009 |
| 10.000 m     | Nils van der Poel | SWE          | 12.41,56 | 06-03-2022 |
| Puntentotaal | Puntentotaal      | Puntentotaal | 178.073  | 178.073    |

| Afstand      | Schaatsster       | Land         | Tijd    | Datum      |
| ------------ | ----------------- | ------------ | ------- | ---------- |
| 500 m        | Nao Kodaira       | JPN          | 37,25   | 02-02-2019 |
| 1000 m       | Miho Takagi       | JPN          | 1.13,75 | 28-02-2020 |
| 1500 m       | Ireen Wüst        | NED          | 1.53,89 | 01-03-2020 |
| 3000 m       | Irene Schouten    | NED          | 3.58,00 | 05-03-2022 |
| 5000 m       | Martina Sáblíková | CZE          | 6.50,07 | 21-11-2009 |
| Puntentotaal | Puntentotaal      | Puntentotaal | 192.761 | 192.761    |

Gezamenlijk puntentotaal: 370.834

## Nagano - M-Wave
| Afstand      | Schaatser        | Land         | Tijd     | Datum      |
| ------------ | ---------------- | ------------ | -------- | ---------- |
| 500 m        | Tatsuya Shinhama | JPN          | 34,40    | 20-10-2023 |
| 1000 m       | Jordan Stolz     | USA          | 1.07,18  | 23-11-2024 |
| 1500 m       | Jordan Stolz     | USA          | 1.43,65  | 22-11-2024 |
| 5000 m       | Davide Ghiotto   | ITA          | 6.12,71  | 23-11-2024 |
| 10.000 m     | Sven Kramer      | NED          | 12.57,71 | 08-03-2008 |
| Puntentotaal | Puntentotaal     | Puntentotaal | 178.696  | 178.696    |

| Afstand      | Schaatsster       | Land         | Tijd    | Datum      |
| ------------ | ----------------- | ------------ | ------- | ---------- |
| 500 m        | Nao Kodaira       | JPN          | 37,13   | 27-12-2017 |
| 1000 m       | Miho Takagi       | JPN          | 1.13,21 | 12-02-2021 |
| 1500 m       | Miho Takagi       | JPN          | 1.52,78 | 13-02-2021 |
| 3000 m       | Miho Takagi       | JPN          | 3.59,81 | 29-12-2021 |
| 5000 m       | Martina Sáblíková | CZE          | 6.58,22 | 09-03-2008 |
| Puntentotaal | Puntentotaal      | Puntentotaal | 193.118 | 193.118    |

Gezamenlijk puntentotaal: 371.814

## Sotsji - Adler Arena
| Afstand      | Schaatser        | Land         | Tijd     | Datum      |
| ------------ | ---------------- | ------------ | -------- | ---------- |
| 500 m        | Ronald Mulder    | NED          | 34,49    | 10-02-2014 |
| 1000 m       | Stefan Groothuis | NED          | 1.08,39  | 12-02-2014 |
| 1500 m       | Zbigniew Bródka  | POL          | 1.45,00  | 15-02-2014 |
| 5000 m       | Sven Kramer      | NED          | 6.10,76  | 08-02-2014 |
| 10.000 m     | Jorrit Bergsma   | NED          | 12.44,45 | 18-02-2014 |
| Puntentotaal | Puntentotaal     | Puntentotaal | 178.983  | 178.983    |

| Afstand      | Schaatsster       | Land         | Tijd    | Datum      |
| ------------ | ----------------- | ------------ | ------- | ---------- |
| 500 m        | Lee Sang-hwa      | KOR          | 37,28   | 11-02-2014 |
| 1000 m       | Zhang Hong        | CHN          | 1.14,02 | 13-02-2014 |
| 1500 m       | Jorien ter Mors   | NED          | 1.53,51 | 16-02-2014 |
| 3000 m       | Ireen Wüst        | NED          | 4.00,34 | 09-02-2014 |
| 5000 m       | Martina Sáblíková | CZE          | 6.51,54 | 19-02-2014 |
| Puntentotaal | Puntentotaal      | Puntentotaal | 193.336 | 193.336    |

Gezamenlijk puntentotaal: 372.319

## Stavanger - Sørmarka Arena
| Afstand      | Schaatser          | Land         | Tijd     | Datum                 |
| ------------ | ------------------ | ------------ | -------- | --------------------- |
| 500 m        | Pavel Koelizjnikov | RUS          | 34,52    | 31-01-2016            |
| 1000 m       | Pavel Koelizjnikov | RUS          | 1.08,10  | 30-01-2016 31-01-2016 |
| 1500 m       | Jordan Stolz       | USA          | 1.44,67  | 03-12-2023            |
| 5000 m       | Sven Kramer        | NED          | 6.15,71  | 30-01-2016            |
| 10.000 m     | Nils van der Poel  | SWE          | 12.38,92 | 20-11-2021            |
| Puntentotaal | Puntentotaal       | Puntentotaal | 178.977  | 178.977               |

| Afstand      | Schaatsster       | Land         | Tijd    | Datum      |
| ------------ | ----------------- | ------------ | ------- | ---------- |
| 500 m        | Nao Kodaira       | JPN          | 37,07   | 18-11-2017 |
| 1000 m       | Brittany Bowe     | USA          | 1.14,16 | 19-11-2021 |
| 1500 m       | Heather Bergsma   | USA          | 1.54,92 | 12-03-2017 |
| 3000 m       | Martina Sáblíková | CZE          | 4.00,08 | 31-01-2016 |
| 5000 m       | Irene Schouten    | NED          | 6.50,64 | 03-12-2023 |
| Puntentotaal | Puntentotaal      | Puntentotaal | 193.533 | 193.533    |

Gezamenlijk puntentotaal: 372.510

## Québec - Centre de glaces Intact Assurance
| Afstand      | Schaatser        | Land         | Tijd     | Datum      |
| ------------ | ---------------- | ------------ | -------- | ---------- |
| 500 m        | Jordan Stolz     | USA          | 34,36    | 04-02-2024 |
| 1000 m       | Laurent Dubreuil | CAN          | 1.07,94  | 14-10-2022 |
| 1500 m       | Jordan Stolz     | USA          | 1.44,01  | 03-02-2024 |
| 5000 m       | Ted-Jan Bloemen  | CAN          | 6.13,87  | 02-02-2024 |
| 10.000 m     | Ted-Jan Bloemen  | CAN          | 12.51,77 | 14-10-2022 |
| Puntentotaal | Puntentotaal     | Puntentotaal | 178.975  | 178.975    |

| Afstand      | Schaatsster              | Land         | Tijd    | Datum                 |
| ------------ | ------------------------ | ------------ | ------- | --------------------- |
| 500 m        | Kim Min-sun              | KOR          | 37,69   | 03-02-2024            |
| 1000 m       | Miho Takagi              | JPN          | 1.14,19 | 02-02-2024            |
| 1500 m       | Ivanie Blondin Joy Beune | CAN NED      | 1.55,50 | 15-10-2022 04-02-2024 |
| 3000 m       | Isabelle Weidemann       | CAN          | 4.00,20 | 13-10-2022            |
| 5000 m       | Isabelle Weidemann       | CAN          | 6.48,58 | 14-10-2022            |
| Puntentotaal | Puntentotaal             | Puntentotaal | 194.176 | 194.176               |

Gezamenlijk puntentotaal: 373.151

## Kolomna - Kometa Ice Rink
| Afstand      | Schaatser          | Land         | Tijd     | Datum      |
| ------------ | ------------------ | ------------ | -------- | ---------- |
| 500 m        | Dmitri Lobkov      | RUS          | 34,35    | 12-01-2007 |
| 1000 m       | Pavel Koelizjnikov | RUS          | 1.08,32  | 24-10-2019 |
| 1500 m       | Denis Joeskov      | RUS          | 1.44,13  | 12-02-2016 |
| 5000 m       | Sven Kramer        | NED          | 6.10,31  | 13-02-2016 |
| 10.000 m     | Sven Kramer        | NED          | 12.56,77 | 11-02-2016 |
| Puntentotaal | Puntentotaal       | Puntentotaal | 179.089  | 179.089    |

| Afstand      | Schaatsster       | Land         | Tijd    | Datum      |
| ------------ | ----------------- | ------------ | ------- | ---------- |
| 500 m        | Angelina Golikova | RUS          | 37,36   | 24-12-2020 |
| 1000 m       | Darja Katsjanova  | RUS          | 1.14,70 | 01-11-2019 |
| 1500 m       | Jorien ter Mors   | NED          | 1.53,92 | 14-02-2016 |
| 3000 m       | Martina Sáblíková | CZE          | 4.01,67 | 12-01-2008 |
| 5000 m       | Martina Sáblíková | CZE          | 6.51,09 | 12-02-2016 |
| Puntentotaal | Puntentotaal      | Puntentotaal | 194.070 | 194.070    |

Gezamenlijk puntentotaal: 373.159

## Berlijn - Sportforum Hohenschönhausen
| Afstand      | Schaatser    | Land         | Tijd     | Datum      |
| ------------ | ------------ | ------------ | -------- | ---------- |
| 500 m        | Joji Kato    | JPN          | 34,70    | 08-11-2008 |
| 1000 m       | Kjeld Nuis   | NED          | 1.08,25  | 28-01-2017 |
| 1500 m       | Shani Davis  | USA          | 1.44,47  | 08-11-2009 |
| 5000 m       | Sven Kramer  | NED          | 6.09,76  | 17-11-2006 |
| 10.000 m     | Sven Kramer  | NED          | 13.07,19 | 06-03-2016 |
| Puntentotaal | Puntentotaal | Puntentotaal | 179.983  | 179.983    |

| Afstand      | Schaatsster        | Land         | Tijd    | Datum      |
| ------------ | ------------------ | ------------ | ------- | ---------- |
| 500 m        | Lee Sang-hwa       | KOR          | 37,36   | 06-12-2013 |
| 1000 m       | Heather Richardson | USA          | 1.14,51 | 08-12-2013 |
| 1500 m       | Ireen Wüst         | NED          | 1.54,83 | 06-03-2016 |
| 3000 m       | Martina Sáblíková  | CZE          | 3.58,11 | 05-03-2016 |
| 5000 m       | Martina Sáblíková  | CZE          | 6.52,57 | 06-03-2016 |
| Puntentotaal | Puntentotaal       | Puntentotaal | 193.833 | 193.833    |

Gezamenlijk puntentotaal: 373.816

## Astana - Sportpaleis Alau
| Afstand      | Schaatser                    | Land         | Tijd     | Datum                 |
| ------------ | ---------------------------- | ------------ | -------- | --------------------- |
| 500 m        | Dai Dai Ntab Ruslan Murashov | NED RUS      | 34,52    | 03-12-2016 04-12-2016 |
| 1000 m       | Thomas Krol                  | NED          | 1.08,42  | 07-12-2019            |
| 1500 m       | Ning Zhongyan                | CHN          | 1.44,91  | 08-12-2019            |
| 5000 m       | Sven Kramer                  | NED          | 6.13,83  | 26-11-2011            |
| 10.000 m     | Jorrit Bergsma               | NED          | 12.50,40 | 02-12-2012            |
| Puntentotaal | Puntentotaal                 | Puntentotaal | 179.603  | 179.603               |

| Afstand      | Schaatsster       | Land         | Tijd    | Datum      |
| ------------ | ----------------- | ------------ | ------- | ---------- |
| 500 m        | Lee Sang-hwa      | KOR          | 37,27   | 29-11-2013 |
| 1000 m       | Brittany Bowe     | USA          | 1.14,10 | 28-02-2015 |
| 1500 m       | Ivanie Blondin    | CAN          | 1.55,59 | 08-12-2019 |
| 3000 m       | Martina Sáblíková | CZE          | 4.02,90 | 02-12-2016 |
| 5000 m       | Ivanie Blondin    | CAN          | 6.54,94 | 06-12-2019 |
| Puntentotaal | Puntentotaal      | Puntentotaal | 194.827 | 194.827    |

Gezamenlijk puntentotaal: 374.430

## Erfurt - Gunda Niemann-Stirnemann Halle
| Afstand      | Schaatser              | Land         | Tijd     | Datum                 |
| ------------ | ---------------------- | ------------ | -------- | --------------------- |
| 500 m        | Pavel Koelizjnikov     | RUS          | 34,71    | 21-03-2015            |
| 1000 m       | Shani Davis Kjeld Nuis | USA NED      | 1.08,40  | 01-02-2009 21-01-2018 |
| 1500 m       | Denny Morrison         | CAN          | 1.45,32  | 31-01-2009            |
| 5000 m       | Sverre Lunde Pedersen  | NOR          | 6.14,66  | 20-01-2018            |
| 10.000 m     | Sven Kramer            | NED          | 12.53,17 | 17-02-2007            |
| Puntentotaal | Puntentotaal           | Puntentotaal | 180.140  | 180.140               |

| Afstand      | Schaatsster            | Land         | Tijd    | Datum      |
| ------------ | ---------------------- | ------------ | ------- | ---------- |
| 500 m        | Jenny Wolf             | GER          | 37,58   | 30-01-2009 |
| 1000 m       | Brittany Bowe          | USA          | 1.14,61 | 22-03-2015 |
| 1500 m       | Ireen Wüst             | NED          | 1.55,61 | 02-03-2013 |
| 3000 m       | Daniela Anschütz-Thoms | GER          | 4.02,88 | 30-01-2010 |
| 5000 m       | Martina Sáblíková      | CZE          | 6.50,39 | 18-02-2007 |
| Puntentotaal | Puntentotaal           | Puntentotaal | 194.940 | 194.940    |

Gezamenlijk puntentotaal: 375.080

## Obihiro - Meiji Hokkaido-Tokachi Oval
| Afstand      | Schaatser          | Land         | Tijd     | Datum      |
| ------------ | ------------------ | ------------ | -------- | ---------- |
| 500 m        | Yuma Murakami      | JPN          | 34,47    | 28-12-2020 |
| 1000 m       | Pavel Koelizjnikov | RUS          | 1.07,85  | 18-11-2018 |
| 1500 m       | Denis Joeskov      | RUS          | 1.44,55  | 17-11-2018 |
| 5000 m       | Patrick Roest      | NED          | 6.10,99  | 12-11-2023 |
| 10.000 m     | Ryosuke Tsuchiya   | JPN          | 13.14,89 | 30-12-2020 |
| Puntentotaal | Puntentotaal       | Puntentotaal | 180.088  | 180.088    |

| Afstand      | Schaatsster     | Land         | Tijd    | Datum      |
| ------------ | --------------- | ------------ | ------- | ---------- |
| 500 m        | Nao Kodaira     | JPN          | 37,23   | 23-09-2017 |
| 1000 m       | Miho Takagi     | JPN          | 1.14,02 | 29-12-2020 |
| 1500 m       | Miho Takagi     | JPN          | 1.54,08 | 30-12-2020 |
| 3000 m       | Ragne Wiklund   | NOR          | 4.01,88 | 12-11-2023 |
| 5000 m       | Momoka Horikawa | JPN          | 7.05,44 | 29-12-2023 |
| Puntentotaal | Puntentotaal    | Puntentotaal | 195.123 | 195.123    |

Gezamenlijk puntentotaal: 375.211

## Ürümqi - Xinjiang Ice Sports Center
| Afstand      | Schaatser     | Land         | Tijd     | Datum      |
| ------------ | ------------- | ------------ | -------- | ---------- |
| 500 m        | Gao Tingyu    | CHN          | 33,83    | 26-09-2021 |
| 1000 m       | Zhongyan Ning | CHN          | 1.07,16  | 22-03-2023 |
| 1500 m       | Zhongyan Ning | CHN          | 1.42,93  | 27-09-2021 |
| 5000 m       | Wu Yu         | CHN          | 6.21,57  | 20-03-2023 |
| 10.000 m     | Wu Yu         | CHN          | 13.19,20 | 23-03-2023 |
| Puntentotaal | Puntentotaal  | Puntentotaal | 179.837  | 179.837    |

| Afstand      | Schaatsster  | Land         | Tijd    | Datum      |
| ------------ | ------------ | ------------ | ------- | ---------- |
| 500 m        | Jin Jingzhu  | CHN          | 37,34   | 26-09-2021 |
| 1000 m       | Jin Jingzhu  | CHN          | 1.14,20 | 02-10-2021 |
| 1500 m       | Han Mei      | CHN          | 1.54,37 | 04-10-2021 |
| 3000 m       | Hao Jiachen  | CHN          | 4.04,12 | 01-10-2021 |
| 5000 m       | Ahenar Adake | CHN          | 7.12,43 | 04-10-2021 |
| Puntentotaal | Puntentotaal | Puntentotaal | 196.492 | 196.492    |

Gezamenlijk puntentotaal: 376.329

## Moskou - Krylatskoje
| Afstand      | Schaatser           | Land         | Tijd     | Datum      |
| ------------ | ------------------- | ------------ | -------- | ---------- |
| 500 m        | Keiichiro Nagashima | JPN          | 34,91    | 18-01-2009 |
| 1000 m       | Shani Davis         | USA          | 1.08,66  | 18-01-2009 |
| 1500 m       | Håvard Bøkko        | NOR          | 1.45,46  | 22-11-2008 |
| 5000 m       | Sven Kramer         | NED          | 6.14,23  | 18-02-2012 |
| 10.000 m     | Bob de Jong         | NED          | 12.59,21 | 23-11-2008 |
| Puntentotaal | Puntentotaal        | Puntentotaal | 180.776  | 180.776    |

| Afstand      | Schaatsster       | Land         | Tijd    | Datum      |
| ------------ | ----------------- | ------------ | ------- | ---------- |
| 500 m        | Jenny Wolf        | GER          | 37,86   | 18-01-2009 |
| 1000 m       | Christine Nesbitt | CAN          | 1.15,59 | 30-01-2011 |
| 1500 m       | Christine Nesbitt | CAN          | 1.55,95 | 19-02-2012 |
| 3000 m       | Martina Sáblíková | CZE          | 4.01,80 | 18-02-2012 |
| 5000 m       | Claudia Pechstein | GER          | 6.49,92 | 22-11-2008 |
| Puntentotaal | Puntentotaal      | Puntentotaal | 195.597 | 195.597    |

Gezamenlijk puntentotaal: 376.373

## Hachinohe - Hachinohe Skating Arena
| Afstand      | Schaatser        | Land         | Tijd     | Datum      |
| ------------ | ---------------- | ------------ | -------- | ---------- |
| 500 m        | Tatsuya Shinhama | JPN          | 34,43    | 20-02-2021 |
| 1000 m       | Jordan Stolz     | USA          | 1.08,04  | 17-11-2024 |
| 1500 m       | Jordan Stolz     | USA          | 1.44,45  | 15-11-2024 |
| 5000 m       | Graeme Fish      | CAN          | 6.18,06  | 16-11-2024 |
| 10.000 m     | Ryosuke Tsuchiya | JPN          | 13.16,10 | 22-11-2020 |
| Puntentotaal | Puntentotaal     | Puntentotaal | 180.877  | 180.877    |

| Afstand      | Schaatsster     | Land         | Tijd    | Datum      |
| ------------ | --------------- | ------------ | ------- | ---------- |
| 500 m        | Nao Kodaira     | JPN          | 37,66   | 25-10-2019 |
| 1000 m       | Miho Takagi     | JPN          | 1.14,17 | 15-12-2024 |
| 1500 m       | Miho Takagi     | JPN          | 1.54,07 | 21-11-2021 |
| 3000 m       | Miho Takagi     | JPN          | 4.03,48 | 20-02-2021 |
| 5000 m       | Momoka Horikawa | JPN          | 7.01,52 | 30-12-2022 |
| Puntentotaal | Puntentotaal    | Puntentotaal | 195.500 | 195.500    |

Gezamenlijk puntentotaal: 376.377

## Richmond - Richmond Olympic Oval
| Afstand      | Schaatser     | Land         | Tijd     | Datum      |
| ------------ | ------------- | ------------ | -------- | ---------- |
| 500 m        | Lee Kang-seok | KOR          | 34,80    | 15-03-2009 |
| 1000 m       | Shani Davis   | USA          | 1.08,94  | 17-02-2010 |
| 1500 m       | Mark Tuitert  | NED          | 1.45,57  | 20-02-2010 |
| 5000 m       | Sven Kramer   | NED          | 6.14,60  | 13-02-2010 |
| 10.000 m     | Sven Kramer   | NED          | 12.55,32 | 14-03-2009 |
| Puntentotaal | Puntentotaal  | Puntentotaal | 180.686  | 180.686    |

| Afstand      | Schaatsster                  | Land         | Tijd    | Datum                 |
| ------------ | ---------------------------- | ------------ | ------- | --------------------- |
| 500 m        | Jenny Wolf                   | GER          | 37,72   | 15-03-2009            |
| 1000 m       | Christine Nesbitt            | CAN          | 1.16,28 | 14-03-2009            |
| 1500 m       | Christine Nesbitt Ireen Wüst | CAN NED      | 1.56,89 | 18-10-2009 21-02-2010 |
| 3000 m       | Martina Sáblíková            | CZE          | 4.02,53 | 14-02-2010            |
| 5000 m       | Martina Sáblíková            | CZE          | 6.50,91 | 24-02-2010            |
| Puntentotaal | Puntentotaal                 | Puntentotaal | 196.335 | 196.335               |

Gezamenlijk puntentotaal: 377.021

## Tomaszów - Ice Arena Tomaszów Mazowiecki
| Afstand      | Schaatser      | Land         | Tijd     | Datum      |
| ------------ | -------------- | ------------ | -------- | ---------- |
| 500 m        | Gao Tingyu     | CHN          | 34,26    | 12-11-2021 |
| 1000 m       | Jordan Stolz   | USA          | 1.08,42  | 22-02-2025 |
| 1500 m       | Jordan Stolz   | USA          | 1.45,08  | 21-02-2025 |
| 5000 m       | Sander Eitrem  | NOR          | 6.15,06  | 18-02-2023 |
| 10.000 m     | Jorrit Bergsma | NED          | 13.14,95 | 09-12-2018 |
| Puntentotaal | Puntentotaal   | Puntentotaal | 180.749  | 180.749    |

| Afstand      | Schaatsster   | Land         | Tijd    | Datum      |
| ------------ | ------------- | ------------ | ------- | ---------- |
| 500 m        | Erin Jackson  | USA          | 37,55   | 13-11-2021 |
| 1000 m       | Brittany Bowe | USA          | 1.14,78 | 13-11-2021 |
| 1500 m       | Miho Takagi   | JPN          | 1.56,00 | 14-11-2021 |
| 3000 m       | Ragne Wiklund | NOR          | 4.02,79 | 17-02-2023 |
| 5000 m       | Esmee Visser  | NED          | 7.05,18 | 09-12-2018 |
| Puntentotaal | Puntentotaal  | Puntentotaal | 196.589 | 196.589    |

Gezamenlijk puntentotaal: 377.338

## Collalbo - Arena Ritten
| Afstand      | Schaatser          | Land         | Tijd     | Datum      |
| ------------ | ------------------ | ------------ | -------- | ---------- |
| 500 m        | Jeremy Wotherspoon | CAN          | 34,89    | 14-02-2004 |
| 1000 m       | Thomas Krol        | NED          | 1.08,68  | 12-01-2019 |
| 1500 m       | Enrico Fabris      | ITA          | 1.44,72  | 13-01-2007 |
| 5000 m       | Sven Kramer        | NED          | 6.15,65  | 12-01-2007 |
| 10.000 m     | Davide Ghiotto     | ITA          | 13.03,35 | 28-12-2024 |
| Puntentotaal | Puntentotaal       | Puntentotaal | 180.868  | 180.868    |

| Afstand      | Schaatsster       | Land         | Tijd    | Datum      |
| ------------ | ----------------- | ------------ | ------- | ---------- |
| 500 m        | Vanessa Herzog    | AUT          | 37,61   | 12-01-2019 |
| 1000 m       | Daria Katsjanova  | RUS          | 1.15,21 | 13-01-2019 |
| 1500 m       | Ireen Wüst        | NED          | 1.56,78 | 13-01-2007 |
| 3000 m       | Martina Sáblíková | CZE          | 4.03,52 | 13-01-2007 |
| 5000 m       | Martina Sáblíková | CZE          | 6.58,45 | 14-01-2007 |
| Puntentotaal | Puntentotaal      | Puntentotaal | 196.572 | 196.572    |

Gezamenlijk puntentotaal: 377.440

## Turijn - Oval Lingotto
| Afstand      | Schaatser     | Land         | Tijd     | Datum      |
| ------------ | ------------- | ------------ | -------- | ---------- |
| 500 m        | Lee Kang-seok | KOR          | 34,71    | 19-01-2007 |
| 1000 m       | Shani Davis   | USA          | 1.08,89  | 18-02-2006 |
| 1500 m       | Enrico Fabris | ITA          | 1.44,97  | 03-02-2007 |
| 5000 m       | Chad Hedrick  | USA          | 6.14,68  | 11-02-2006 |
| 10.000 m     | Bob de Jong   | NED          | 13.01,57 | 24-02-2006 |
| Puntentotaal | Puntentotaal  | Puntentotaal | 180.691  | 180.691    |

| Afstand      | Schaatsster       | Land         | Tijd    | Datum      |
| ------------ | ----------------- | ------------ | ------- | ---------- |
| 500 m        | Svetlana Zjoerova | RUS          | 38,23   | 14-02-2006 |
| 1000 m       | Marianne Timmer   | NED          | 1.16,05 | 19-02-2006 |
| 1500 m       | Ireen Wüst        | NED          | 1.55,01 | 04-02-2007 |
| 3000 m       | Ireen Wüst        | NED          | 4.02,43 | 12-02-2006 |
| 5000 m       | Clara Hughes      | CAN          | 6.59,07 | 25-02-2006 |
| Puntentotaal | Puntentotaal      | Puntentotaal | 196.903 | 196.903    |

Gezamenlijk puntentotaal: 377.594

## Tsjeljabinsk - Oeralskaja Molnija
| Afstand      | Schaatser        | Land         | Tijd     | Datum      |
| ------------ | ---------------- | ------------ | -------- | ---------- |
| 500 m        | Dmitri Lobkov    | RUS          | 34,79    | 25-03-2011 |
| 1000 m       | Stefan Groothuis | NED          | 1.08,49  | 20-11-2011 |
| 1500 m       | Stefan Groothuis | NED          | 1.45,70  | 18-11-2011 |
| 5000 m       | Sven Kramer      | NED          | 6.17,32  | 10-01-2015 |
| 10.000 m     | Sven Kramer      | NED          | 13.07,27 | 11-01-2015 |
| Puntentotaal | Puntentotaal     | Puntentotaal | 181.363  | 181.363    |

| Afstand      | Schaatsster       | Land         | Tijd    | Datum      |
| ------------ | ----------------- | ------------ | ------- | ---------- |
| 500 m        | Yu Jing           | CHN          | 37,65   | 19-11-2011 |
| 1000 m       | Daria Kachanova   | RUS          | 1.14,96 | 16-01-2025 |
| 1500 m       | Ireen Wüst        | NED          | 1.56,05 | 11-01-2015 |
| 3000 m       | Martina Sáblíková | CZE          | 4.05,23 | 10-01-2015 |
| 5000 m       | Martina Sáblíková | CZE          | 7.00,70 | 11-01-2015 |
| Puntentotaal | Puntentotaal      | Puntentotaal | 196.754 | 196.754    |

Gezamenlijk puntentotaal: 378.117

## Grafiek
Posities in de grafiek geven de notering aan aan het einde van het schaatsseizoen (1999/2000 t/m 2024/2025). 

## Lijst van snelste buitenbanen ter wereld
De volgende tabel van buitenbanen is gerangschikt op het puntentotaal van de mannen en vrouwen bij elkaar opgeteld. De beste 10 puntentotalen zijn vermeld; de baanrecords waarop de puntentotalen zijn gebaseerd, zijn voor zowel de mannen als de vrouwen te raadplegen via de database van Speed Skating News.
| (Bijgewerkt t/m 29 november 2020) |                 |                                 |      |         |         |          |
| Nr.                               | Plaats          | Baannaam                        | H    | Pnt. v  | Pnt. m  | Pnt. m+v |
| 1                                 | Collalbo        | Arena Ritten                    | 1198 | 196,572 | 181,223 | 377,795  |
| 2                                 | Inzell          | Ludwig Schwabl Stadion*         | 0691 | 198,159 | 184,774 | 382,933  |
| 3                                 | Baselga di Pinè | Circolo Pattinatori Pinè        | 0998 | 200,980 | 185,550 | 386,530  |
| 4                                 | Tomakomai       | Tomakomai Highland Sport Center | 0025 | 202,249 | 187,420 | 389,669  |
| 5                                 | Amsterdam       | Olympisch Stadion**             | 0001 | 203,552 | 187,310 | 390,862  |
| 6                                 | Innsbruck       | Olympia Eisstadion Innsbruck    | 0586 | 203,085 | 188,663 | 391,748  |
| 7                                 | Alma-Ata        | Medeu                           | 1691 | 204,994 | 187,430 | 392,424  |
| 8                                 | Shibukawa       | Ikaho Rink                      | 0936 | 204,746 | 188,322 | 393,068  |
| 9                                 | Zakopane        | Tor Cos                         | 0932 | 203,975 | 189,461 | 393,436  |
| 10                                | Ürümqi          | Silk Road Ice Center*           | 1836 | 205,926 | 190,532 | 396,458  |

* = Niet meer als ijsbaan in gebruik.
** = Niet permanent als ijsbaan in gebruik.

## Lijst van snelste laagland-buitenbanen ter wereld
De volgende tabel van laagland-buitenbanen is gerangschikt op het puntentotaal van de mannen en vrouwen bij elkaar opgeteld. De beste 10 puntentotalen zijn vermeld; de baanrecords waarop de puntentotalen zijn gebaseerd, zijn voor zowel de mannen als de vrouwen te raadplegen via de database van Speed Skating News.
| (Bijgewerkt t/m 28 november 2020) |           |                                    |     |         |         |          |
| Nr.                               | Plaats    | Baannaam                           | H   | Pnt. v  | Pnt. m  | Pnt. m+v |
| 1                                 | Tomakomai | Tomakomai Highland Sport Center    | 025 | 202,249 | 187,420 | 389,669  |
| 2                                 | Amsterdam | Olympisch Stadion*                 | 001 | 203,552 | 187,310 | 390,862  |
| 3                                 | Ena       | Gifu Skate Rink                    | 347 | 207,812 | 190,732 | 398,544  |
| 4                                 | Morioka   | Iwate Prefecture Public Skate Rink | 150 | 208,506 | 191,262 | 399,768  |
| 5                                 | Warschau  | Tor Stegny                         | 082 | 207,702 | 192,222 | 399,924  |
| 6                                 | Arendal   | Myra kunstisbane                   | 071 | 210,992 | 189,142 | 400,134  |
| 7                                 | Helsinki  | Oulunkylä                          | 039 | 209,024 | 193,867 | 402,891  |
| 8                                 | Boedapest | Városligeti Műjégpálya             | 115 | 209,926 | 193,168 | 403,094  |
| 9                                 | Kushiro   | Yanagimachi Kushiro-Yanagimachi    | 001 | 209,665 | 193,712 | 403,377  |
| 10                                | Sapporo   | Makomanai Skating Centre           | 071 | 210,450 | 193,683 | 404,133  |

 * = Niet permanent als ijsbaan in gebruik.

## Lijst van snelste natuurijsbanen ter wereld
De volgende tabel van natuurijsbanen is gerangschikt op het puntentotaal van de mannen en vrouwen bij elkaar opgeteld. De beste 10 puntentotalen zijn vermeld; de baanrecords waarop de puntentotalen zijn gebaseerd, zijn voor zowel de mannen als de vrouwen te raadplegen via de database van Speed Skating News.
| (Bijgewerkt t/m 29 oktober 2020) |                  |                                       |      |         |         |          |
| Nr.                              | Plaats           | Baannaam                              | H    | Pnt. v  | Pnt. m  | Pnt. m+v |
| 1                                | Davos            | Eisstadion Davos*                     | 1560 | 209,594 | 192,461 | 402,055  |
| 2                                | Gol              | Glitre Stadion                        | 231  | 214,902 | 191,908 | 406,810  |
| 3                                | Kirov            | Dinamo Stadion                        | 166  | 212,830 | 194,283 | 407,113  |
| 4                                | Tsjeljabinsk     | Inga Stadion                          | 261  | 216,221 | 195,074 | 411,295  |
| 5                                | Kirovo-Tsjepetsk | Stadion Olimpia                       | 164  | 213,363 | 199,551 | 412,914  |
| 6                                | Pujon            | Stadion Pujon                         | 1248 | 211,629 | 202,183 | 413,812  |
| 7                                | Saskatoon        | Clarence Downey Oval                  | 485  | 217,870 | 196,552 | 414,422  |
| 8                                | Koumi            | Matsubara Lake Plateau Skating Center | 1173 | 218,771 | 198,431 | 417,202  |
| 9                                | Ulaanbaatar      | Central Stadium                       | 1291 | 217,550 | 200,234 | 417,784  |
| 10                               | Hundorp          | Flatmoen idrettspark                  | 225  | 219,594 | 200,120 | 419,714  |

 * = Niet meer als ijsbaan in gebruik.